# Staatsmeisterschaft von Acre
Die Staatsmeisterschaft von Acre ist die Fußballmeisterschaft des Bundesstaates Acre (portugiesisch: Campeonato Acriano de Futebol) in Brasilien. Sie wurde 1919 erstmals ausgetragen und wird nach mehrjährigen Unterbrechungen seit 1935 alljährlich gespielt. 
Der Fußball im westlichsten Bundesstaat Brasiliens ist bis 1988 auf Amateurniveau betrieben wurden, von 1921 bis 1946 in der Liga Acreana de Esportes Terrestres und seit 1947 in der Federação Acreana de Desportos, die 1999 in Federação de Futebol do Estado do Acre umbenannt worden ist. Dominierend sind die Vereine aus der Landeshauptstadt Rio Branco; nur zweimal ist die Meisterschaft von einem Verein abseits dieser (Senador Guiomard, Plácido de Castro) gewonnen wurden. Mit 49 Meisterschaften ist der Rio Branco Football Club mit weitem Vorsprung der Rekordtitelträger.

## Sieger
| Rekordmeister: Rio Branco FC | 0 | 49 Titel | Rio Branco FC |
| Rekordmeister: Rio Branco FC | 0 | 14 Titel | AC Juventus (Rio Branco) |
| Rekordmeister: Rio Branco FC | 0 | 13 Titel | Independência FC (Rio Branco) |
| Rekordmeister: Rio Branco FC | 0 | 09 Titel | Atlético Acreano (Rio Branco) |
| Rekordmeister: Rio Branco FC | 0 | 03 Titel | AD Vasco da Gama (Rio Branco) |
| Rekordmeister: Rio Branco FC | 0 | 02 Titel | América FC (Rio Branco) |
| Rekordmeister: Rio Branco FC | 0 | 01 Titel | Ypiranga SC (Rio Branco) AA Militar (Rio Branco) Duque de Caxias SC (Rio Branco) Grêmio Atlético Sampaio (Rio Branco) ADE Senador Guiomard Plácido de Castro FC Galvez EC SC Humaitá (Porto Acre) |

## Meisterschaftshistorie
| Meister 2025: Independência FC | 0 | - 2025 Independência FC - 2024 Independência FC - 2023 Rio Branco FC - 2022 SC Humaitá - 2021 Rio Branco FC - 2020 Galvez EC - 2019 Atlético Acreano - 2018 Rio Branco FC - 2017 Atlético Acreano - 2016 Atlético Acreano - 2015 Rio Branco FC - 2014 Rio Branco FC - 2013 Plácido de Castro FC - 2012 Rio Branco FC - 2011 Rio Branco FC - 2010 Rio Branco FC - 2009 AC Juventus - 2008 Rio Branco FC - 2007 Rio Branco FC - 2006 ADE Senador Guiomard - 2005 Rio Branco FC - 2004 Rio Branco FC - 2003 Rio Branco FC - 2002 Rio Branco FC - 2001 AD Vasco da Gama - 2000 Rio Branco FC - 1999 AD Vasco da Gama - 1998 Independência FC - 1997 Rio Branco FC - 1996 AC Juventus - 1995 AC Juventus - 1994 Rio Branco FC - 1993 Independência FC - 1992 Rio Branco FC - 1991 Atlético Acreano - 1990 AC Juventus - 1989 AC Juventus - 1988 Independência FC - 1987 Atlético Acreano - 1986 Rio Branco FC - 1985 Independência FC - 1984 AC Juventus - 1983 Rio Branco FC - 1982 AC Juventus - 1981 AC Juventus - 1980 AC Juventus - 1979 Rio Branco FC - 1978 AC Juventus - 1977 Rio Branco FC - 1976 AC Juventus - 1975 AC Juventus - 1974 Independência FC - 1973 Rio Branco FC - 1972 Independência FC - 1971 Rio Branco FC - 1970 Independência FC - 1969 AC Juventus - 1968 Atlético Acreano - 1967 Grêmio Atlético Sampaio - 1966 AC Juventus - 1965 AD Vasco da Gama - 1964 Rio Branco FC - 1963 Independência FC - 1962 Rio Branco FC (Território) & Atlético Acreano (Estado) - 1961 Rio Branco FC - 1960 Rio Branco FC - 1959 Independência FC - 1958 Independência FC - 1957 Rio Branco FC - 1956 Rio Branco FC - 1955 Rio Branco FC - 1954 Independência FC - 1953 Atlético Acreano - 1952 Atlético Acreano - 1951 Rio Branco FC - 1950 Rio Branco FC - 1949 América FC - 1948 América FC - 1947 Rio Branco FC - 1946 Rio Branco FC - 1945 Rio Branco FC - 1944 Rio Branco FC - 1943 Rio Branco FC - 1942 Duque de Caxias SC - 1941 Rio Branco FC - 1940 Rio Branco FC - 1939 Rio Branco FC - 1938 Rio Branco FC - 1937 Rio Branco FC - 1936 Rio Branco FC - 1935 Rio Branco FC - 1931–1934 Meisterschaft nicht ausgetragen - 1930 AA Militar - 1929 Meisterschaft nicht ausgetragen - 1928 Rio Branco FC - 1922–1927 Meisterschaft nicht ausgetragen - 1921 Rio Branco FC - 1920 Ypiranga SC - 1919 Rio Branco FC |